# Lago Todos los Santos

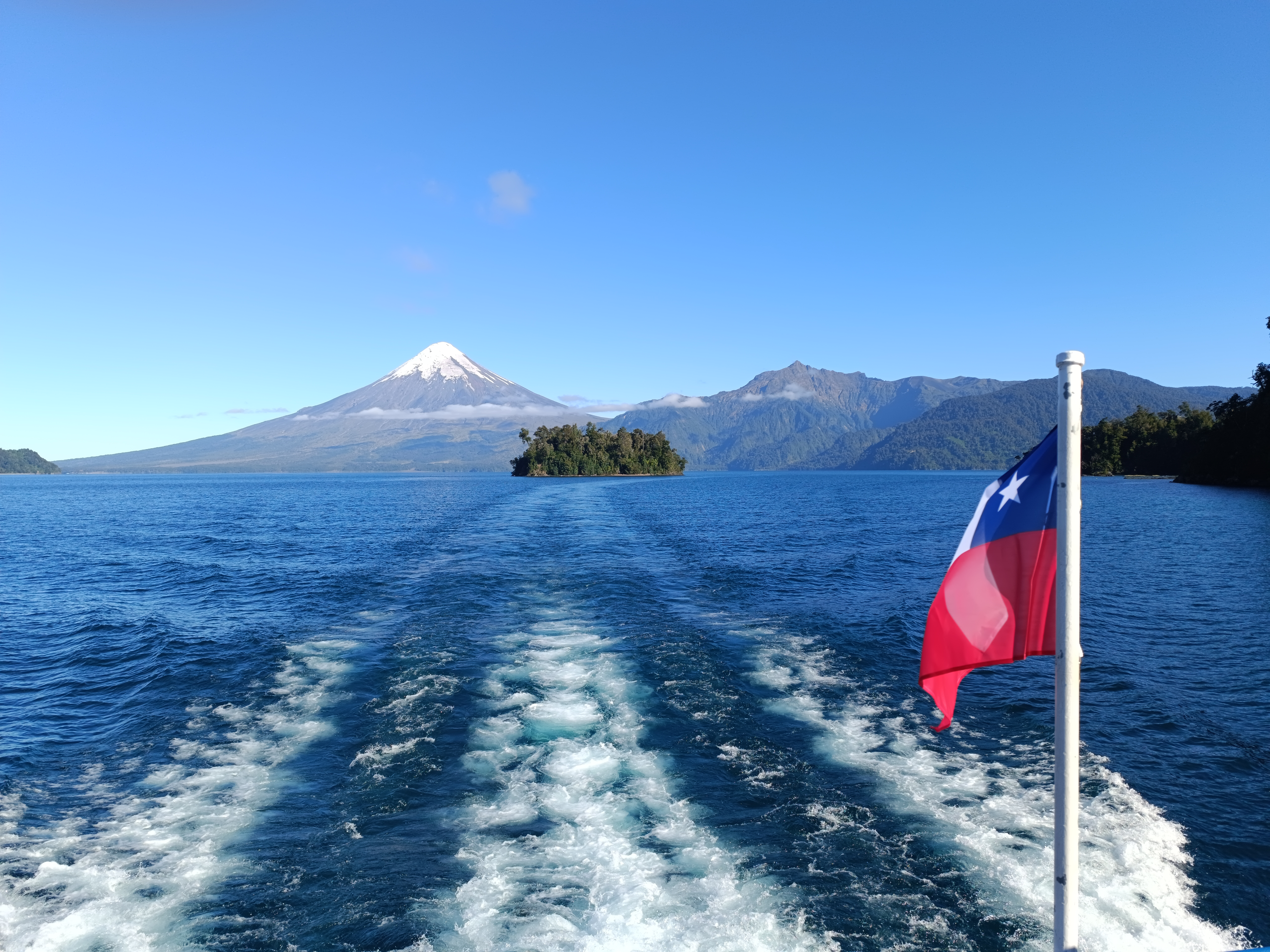
Motorbootfahren auf dem See Todos los Santos

 Lago Todos los Santos (wörtlich: „Allerheiligensee“) ist ein großes Stillgewässer im südlichen Chile, der in Bezug auf Fläche, Tiefe und Wasservolumen in etwa mit dem Lago Maggiore vergleichbar ist.
Der 178 km² große See liegt 20 km östlich des bedeutend größeren Lago Llanquihue im südchilenischen Seendistrikt, nahe der Grenze zu Argentinien. Er befindet sich zur Gänze innerhalb des ältesten chilenischen Nationalparks Vicente Pérez Rosales. Neben den ergiebigen Regenfällen dieser Region speisen einige kleinere Andenflüsse und Bäche den See; sein einziger Abfluss ist der Río Petrohué.
Das Westufer des Sees ist von Puerto Varas aus über eine Straßenverbindung erreichbar, das Ostufer über Argentinien. Ansonsten bestehen im Umkreis des Sees nur Wanderpfade oder mit geländegängigen Fahrzeugen befahrbare Straßen. Auf dem See wird in den Sommermonaten neben Ausflugsfahrten eine fahrplanmäßige Schifffahrtslinie unterhalten.
Umgeben ist der Lago Todos los Santos von steilen, bewaldeten Bergen und drei markanten Vulkanen, dem Osorno im Westen, dem Puntiagudo im Norden und dem Tronador im Osten. Der Osorno zeigt in letzter Zeit (2012) wieder erhöhte Aktivität, die beiden anderen sind erloschen. Der See und das umgebende Gebiet liegen im Gürtel des Valdivianischen Regenwaldes.
Außer dem heute üblichen Namen waren für das Gewässer eine Reihe anderer Bezeichnungen gebräuchlich, unter denen Lago Esmeralda der bekannteste ist. Das Gebiet ist seit mindestens 12.000 Jahren besiedelt. Viele der dort ansässigen Mapuche wurden Anfang des 17. Jahrhunderts von spanischen Einwanderern getötet, vertrieben oder versklavt.
Es bestehen einige touristische Einrichtungen vor allem in den Orten Petrohué, Peulla und in der Umgebung der Wasserfälle des Río Petrohué, doch ist insgesamt der Tourismus trotz des langen Bestehens des Nationalparks erst im Aufbau. Neben Trekking- und Kajaktouren gewinnt der Angeltourismus zunehmend an Bedeutung. Der Río Petrohué gilt heute als das beste Angelgewässer Chiles, doch verdankt er dies ausschließlich ausgesetzten, ursprünglich im Todos los Santos-Río Petrohué-System nicht heimischen Arten, deren Vorkommen auf die natürliche Fischfauna des Flusses und des Sees problematische Auswirkungen hat.

## Entstehung
Das Seebecken wurde durch einen eiszeitlichen Gletscher ausgeschürft, der sich mehrmals verzweigend vom Tronador ausgehend westwärts an den Pazifischen Ozean bewegte. Der Tronador, ein erloschener Vulkan an der Grenze zu Argentinien ist noch immer von Gletschern bedeckt. Nach seinem Rückzug füllte sich das Becken mit Wasser und bildete einen sehr großen See, der die Fläche des heutigen Llanquihue, des Todos los Santos und umgebender Gebiete umfasste. Spätere vulkanische Aktivitäten insbesondere des Osorno, sowie tektonische Hebungen trennten die beiden Seen, sodass die Wasseroberfläche des Todos los Santos heute über 100 Meter über der des Llanquihue liegt.

## Lage
Das Seebecken erstreckt sich in Ost-West-Richtung über annähernd 40 km, im Westen ist der See etwa 10 km breit, im Osten wesentlich schmaler. Nach Süden reicht eine schmale etwa 10 km lange Zunge, der Cayute Fjord. In der Mitte des Westteils liegt die etwa 100 Hektar große, bewaldete Insel Margarita. Die Gesamtküstenlänge beträgt 125 km. Obwohl der See nur knapp ein Drittel der Fläche des Bodensees umfasst, beträgt sein Wasservolumen auf Grund seiner großen durchschnittlichen Tiefe mit 34,4 km³ fast zwei Drittel. Der See wird von drei kleineren Flüssen und vielen Bächen sowie von den im Gebiet während des gesamten Jahres häufigen Niederschlägen gespeist. Das Gesamteinzugsgebiet aller Zubringer ist mit über 3000 km² sehr groß. Einziger Abfluss ist der Rio Petrohué, der bei der Siedlung Petrohué am Westufer den See verlässt und nach einer Länge von nicht ganz 40 km in den Reloncaví-Fjord mündet. Mit einer mittleren Abflussmenge von 270 m³/s ist die Wasserführung des Petrohué beträchtlich.

## Klima
Das Klima ist von der Nähe des Pazifischen Ozeans und durch häufige westliche Winde geprägt. Es ist feucht, kühl-gemäßigt. Aus dem Osten wird das Wettergeschehen kaum beeinflusst, nur an wenigen Tagen im Jahr weht ein warmer, trockener, föhnähnlicher Ostwind, der Puelche Zwischen April und Dezember regnet es fast täglich, die Monate Januar bis März sind etwas trockener. Insgesamt ist aber an vier von fünf Tagen zumindest mit etwas Regen zu rechnen. Die durchschnittliche Niederschlagsmenge über dem Wasserkörper beträgt etwa 3000 mm/m². In den umliegenden Berggebieten ist sie wesentlich höher. Die Temperatur kann im Hochsommer 25 °C erreichen, im Winter fallen die Werte selten unter die 0 °C Grenze. Die jährliche Durchschnittstemperatur pendelt zwischen 11 und 12 °C. Schnee fällt in den Niederungen nur an wenigen Tagen, die Höhenlagen sind während der Wintermonate jedoch schneebedeckt.

## Limnologische Details
Der Lago Todos los Santos ist ein warmer, monomiktischer und oligotropher Tiefwassersee. Die Wasserqualität ist auf Grund des Fehlens von Industrie im gesamten Einzugsgebiet, bislang mäßigem Tourismus und nur weniger größerer landwirtschaftlicher Betriebe sehr gut. Die Produktion an Phyto- und Zooplankton ist niedrig. Das Wassererneuerungsintervall beträgt vier Jahre. Seine Oberflächentemperatur liegt im Winter bei etwa 7 °C und erreicht im Sommer über 15 °C. Der See friert nie zu. Auf Grund der jahreszeitlich unterschiedlichen Intensität der Niederschläge und der Tatsache, dass während der Wintermonate ein Teil der Niederschläge als Schnee fällt und somit nicht sofort abflusswirksam wird, schwankt der Wasserspiegel des Sees saisonal um bis zu drei Meter. Gewöhnlich ist er im südlichen Hochwinter am niedrigsten und im ersten Sommerdrittel am höchsten.

## Fischfauna
(Dieser Beitrag beschränkt sich auf die Beschreibung der Ichthyofauna – allgemeine Angaben zur Fauna und Flora des Gebietes sollten in den Artikel Nationalpark Vicente Perez Rosales einfließen.)
Die Fischfauna des Todos los Santos war ursprünglich sowohl arten- als auch individuenarm. Das ist einerseits der oligotrophen Nährstoffsituation geschuldet, andererseits den spezifischen chilenischen Verhältnissen, wo auf Grund der Kürze der Flüsse, deren Flusssysteme zusätzlich voneinander isoliert sind, keine artenreiche Süßwasserfischfauna entstehen konnte.
Ursprünglich waren im See- und Flusssystem des Todos los Santos nur vier Fischarten heimisch: Perca trucha, eine Barschart (Percichtys trucha), die eine Länge von 40 cm erreichen kann, Bagre (Trichomycterus sp. areolatus?), ein Schmerlenwels, der Hechtling Peladilla (Aplochiton taeniatus), sowie der neuweltliche Ährenfisch Basilichthys australis, der endemisch in Chile ist und in der Region Pejerrey genannt wird. Wie sein Name nahelegt (Pejerrey = Königsfisch), wurde letzterer als Speisefisch besonders geschätzt. Vor allem zu Angelzwecken ausgesetzte Salmoniden dezimierten die Bestände aller vier heimischen Arten. Die Peladilla und der Pejerrey wurden schon längere Zeit nicht mehr gefischt und könnten bereits aus dem See verschwunden sein.
Heute überwiegen im See- und Flusssystem fremde Arten, wie Bachforelle, Regenbogenforelle, Atlantischer Lachs, Silberlachs und Königslachs. Der Bestand fast aller dieser Arten kann nur durch regelmäßige Besatzmaßnahmen aufrechterhalten werden, allein der ursprünglich nordpazifische Königslachs hat selbsterhaltende Populationen und neue Zugtraditionen entwickelt, seitdem wahrscheinlich in den 1980er Jahren Exemplare aus Aquafarmen entkamen oder freigesetzt wurden.

## Weblinks

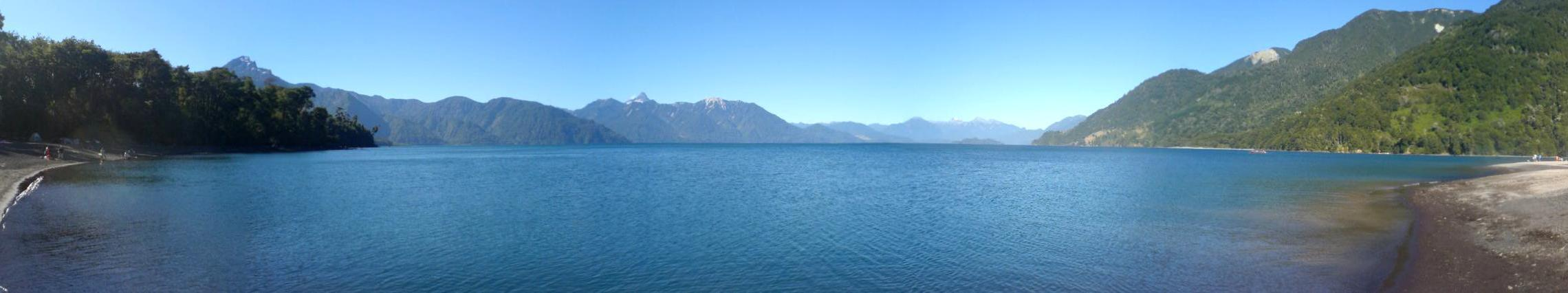
Blick von einem Campingplatz an der Westküste nach Osten – in der Nähe des Río Petrohué